# Myalgische encefalomyelitis
Myalgische encefalomyelitis (ME) betekent met spierpijn (myalgie) gepaard gaande ontsteking van ruggenmerg (myelitis) en/of hersenen (encefalitis). De ziekte valt bij de WHO ICD-11 als een aandoening van het zenuwstelsel onder het post-viraal vermoeidheidssyndroom.
Patiënten ervaren een invaliderende, op inspanning volgende lichamelijke en mentale vermoeidheid (fatigue), spierpijn, griepachtige malaise, abnormale uitputting die niet verdwijnt door slaap, en andere symptomen waaronder verlies van concentratie en kortetermijngeheugen, slaapstoornissen, dyslexie, balansverstoring, gevoeligheid voor licht en lawaai alsook alcoholintolerantie, stemmingswisselingen, zicht- en maagproblemen - de symptomen wisselen en fluctueren.

## Geschiedenis
De diagnose myalgische encefalomyelitis dateert uit 1956 toen kort na elkaar diverse uitbraken van de ziekte hadden plaatsgevonden en bij enkele autopsies ontstekingen in hersenen en ruggenmerg werden geconstateerd. Voor die tijd was als diagnose (epidemische) neuromyasthenie gebruikelijk. De Canadese wetenschapper Byron Hyde geeft als enkele eerdere diagnosis die min of meer hetzelfde ziektebeeld beschrijven atypische poliomyelitis en musculaire reumatiek (Sydenham, 1681). Beschrijvingen van het ziektebeeld gaan, aldus Hyde, terug tot papyrus-fragmenten van 1900 en 1400 v.Chr.
De diagnose ME werd - destijds nog met de toevoeging benign (goedaardig) - in 1969 opgenomen in de ziekteclassificatie van de Wereldgezondheidsorganisatie, waar het tegenwoordig, net als het chronischevermoeidheidssyndroom, staat gerangschikt onder postviraal vermoeidheidssyndroom in het hoofdstuk 'Overige aandoeningen van het zenuwstelsel'. In Nederland wordt door onder meer het UWV gebruikgemaakt van de CAS-code, die van de WHO-classificatie is afgeleid, waar ME met de code N690 staat vermeld als ziekte van het zenuwstelsel.
In Japan is de ziekte bekend geworden onder de naam low natural killer cell syndrome, naar een veel voorkomende afwijking.
Nadat het CDC in 1994 een relatief eenvoudig te hanteren stel criteria voor de werkdiagnose chronischevermoeidheidssyndroom (CVS) had geïntroduceerd, raakte de diagnose ME in het wetenschappelijk onderzoek in onbruik; vrijwel al het onderzoek op dit gebied vond sindsdien plaats bij mensen die voldoen aan deze criteria voor CVS. Een uitzondering hierop was het werk van de Nightingale Research Foundation. Sinds 2005 gebruikt de internationale specialistenorganisatie IACFS/ME, in navolging van veel patiëntenorganisaties, de gecombineerde aanduiding ME/CVS.
In 2011 verschenen voor het eerst internationale consensuscriteria voor ME. De auteurs koppelden de ziekte niet langer aan CVS. In de ICD-10-CM van december 2011 had CVS een andere diagnosecode dan ME.
Op 29 oktober 2013 diende een groep patiënten een petitie met bijna 54.000 handtekeningen in bij de Tweede Kamer, bedoeld als burgerinitiatief. Daarin wordt onder meer gevraagd om erkenning van ME en CVS als twee afzonderlijke aandoeningen.
ME dient als ernstige ziekte te worden gezien. In de ICD-11 van januari 2022 hebben CVS en ME dezelfde diagnosecode en vallen ze beide onder het post-viraal vermoeidheidssyndroom, in het hoofdstuk 'Overige aandoeningen van het zenuwstelsel'.

## Ziektebeeld

### Oorzaken

#### Ontstaan
Myalgische encefalomyelitis ontstaat in veel gevallen na een acute infectie, hoewel sommige patiënten een langzaam, sluipend begin ervaren. Ook bloedtransfusies en vaccinaties zijn met het ontstaan van de aandoening in verband gebracht.
Er is steeds meer bewijs voor een relatie met bepaalde veelvoorkomende virussen, waaronder herpesvirussen zoals het Epstein-Barrvirus, maar ook enterovirussen zoals Coxsackie B en poliovirussen. Bij een onderzoek in 2007 werden bij 82% van de volgens CVS-criteria onderzochte patiënten enterovirussen aangetoond in maagbiopten. Bij vrijwel alle patiënten werd een milde chronische ontsteking geconstateerd.
Fysieke en psychische stress kunnen de aandoening verergeren.

#### Vatbaarheid
De ME Vereniging Nederland schat het aantal Nederlandse ME-patiënten op minstens 14.000, afgaand op onderzoek in Engeland.
Dit is in verhouding tot schattingen voor andere westerse landen. Het aantal gevallen lijkt groter dan toen de naam ME werd geïntroduceerd. Byron Hyde verklaart de toename van het aantal patiënten uit het terugdringen van poliomyelitis.
Volgens praktijkgegevens is de kans om ME op te lopen het grootst tussen de 30 en 40 jaar. Ongeveer 4 op de 5 ME-patiënten is vrouw. Beroepen met veel nabije contacten, zoals leerkracht en verpleegkundige, schijnen een hoger risico op te leveren, maar ME treft mensen van alle leeftijden en sociaal-economische milieus. Uit wetenschappelijk onderzoek komen verder geen factoren naar voren die de kans op ME vergroten.

### Differentiële diagnose
De onderstaande diagnoses worden soms ten onrechte voor ME aangezien en zijn daarom relevant voor het stellen van een differentiële diagnose. Andersom worden bij ME soms ten onrechte de diagnoses lupus en MS gesteld, maar ook psychiatrische diagnoses zoals overspannenheid of burn-out.
- Cardiomyopathie
- Lupus erythematodes
- Multiple sclerose
- Poliomyelitis
- Postpoliosyndroom
- Ziekte van Hashimoto
- Ziekte van Lyme
- Ziekte van Addison-Biermer

### Comorbiditeit
(Onder andere) de volgende aandoeningen komen met enige regelmaat als secundaire diagnoses bij ME-patiënten voor. Daarentegen is ME niet als secundaire diagnose bij een andere aandoening bekend.
- Candidiasis
- Depressie
- Fibromyalgie
- Helicobacter pylori
- Hypoglykemie
- Posturaal orthostatisch tachycardiesyndroom (POTS)

### Prognose en behandeling
Het verloop is variabel en onvoorspelbaar. Na de beginfase vertoont de ziekte in de meeste gevallen door de jaren heen een patroon van verslechtering en verbetering. De meesten worden geleidelijk iets beter, een belangrijke minderheid blijft echter ernstig aangedaan.
Er is geen geneeswijze bekend; behandelingen gericht op diverse symptomen helpen sommige patiënten. Het lijkt erop dat degenen die vroeg zijn gediagnosticeerd, en voldoende rust nemen in de acute fase van de ziekte en bij terugvallen het meest herstellen. Overmatige inspanning kan de symptomen verergeren.

## Richtlijnen
In Nederland bestaan nog geen specifieke richtlijnen voor ME. In 1996 publiceerde het Tica een richtlijn over het medisch arbeidsongeschiktheidscriterium, met een aparte paragraaf over 'moeilijk objectiveerbare aandoeningen' waartoe ME werd gerekend. Daarin staat als belangrijkste leidraad: "Het feit dat er geen lichamelijke of psychische oorzaken gemeten of aangetoond kunnen worden, betekent niet dat er daarom geen stoornissen, beperkingen en handicaps bestaan." Deze richtlijn is nog steeds geldig.
Op 1 april 2019 zijn door de Gezondheidsraad nieuwe richtlijnen vastgesteld.

## Wereld-ME-dag
8 augustus is Wereld-ME-dag, een dag waarop stilgestaan wordt bij de gevolgen van ME. 8 augustus is de geboortedag van Sophia Mirza (1973-2005), de eerste ME-patiënte in Engeland die officieel is overleden aan ME. Tot 2019 was dit 12 mei, de geboortedag van Florence Nightingale. Rond deze datum wordt sinds 1992 internationaal actiegevoerd om meer aandacht voor ME en andere neuroimmunologische aandoeningen.

## Patiëntenbeweging
In zowel België als Nederland bestaan diverse patiëntenorganisaties voor ME, CVS en/of fibromyalgie, met soms sterk verschillende opvattingen over de betekenis van deze aanduidingen. In Nederland beschouwt de ME Vereniging Nederland ME en CVS als twee afzonderlijke aandoeningen. De ME/CVS Stichting Nederland maakt vanuit pragmatische overwegingen vooralsnog geen onderscheid tussen ME of CVS, en gebruikt het combinatiebegrip ME/CVS. De stichting is van mening dat op den duur de naam CVS moet verdwijnen.